# Tudor Ganea
Tudor Ganea (1922 – 1971) foi um matemático romeno, conhecido por seu trabalho em topologia algébrica, especialmente teoria da homotopia. Ganea abandonou a República Socialista da Romênia para estabelecer-se nos Estados Unidos no início da década de 1960. Lecionou na Universidade de Washington.

## Obras
Em 1957 Ganea publicou no Annals of Mathematics um artigo curto mas essencial com Samuel Eilenberg, no qual o teorema de Eilenberg–Ganea foi provado e a celebrada conjectura de Eilenberg–Ganea foi formulada. A conjectura ainda está aberta.
Foi palestrante convidado do Congresso Internacional de Matemáticos em Estocolmo (1962 - On some numerical homotopy invariants).